# أزرق أكسفورد (لون)

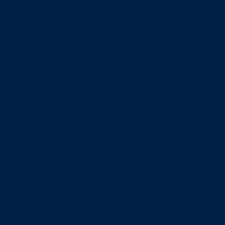

أزرق أكسفورد هو اللون الرسمي لجامعة أكسفورد. حيث حددت إرشادات علامة أكسفورد الرسمية تعريف أزرق أكسفورد كبانتون 282، أي ما يعادل الرمز السداسي #002147.
مع صبغة اللون ذات رمز 212، فإن هذا اللون هو درجة غامقة جدا من الأزرق السماوي.

## الاستخدام
يرتبط لون أزرق أكسفورد ارتباطًا وثيقًا بجامعة أكسفورد، خاصةً مع الفرق الرياضية الرسمية، والتي تُعرف أيضًا باسم أزرق أكسفورد كذلك. يتم استخدام ألوان متشابهة أيضًا من قبل فريق تورنتو أرغونتس التابع لاتحاد كرة القدم الكندي، وويكمب وندررز، وجامعة تورنتو ، وجامعة ولاية بنسلفانيا،  وجامعة جورج تاون،  والفرق الرياضية بجامعة ميشيغان،  ووجامعة كاليفورنيا، بيركلي.

## الأصل
تم اختيار اللون في الأصل من قبل تشارلز وردزورث وتوماس غارنييه، وهما عضوان من طاقم 1829 لسباق القوارب مستلهمين اللون من «جيرنسي كنيسة المسيح كنمط (أربعة من أفراد الطاقم هم من رجال كنيسة المسيح)، ولكن كان هذا اللون درجة أوسع وأغمق من اللون الأزرق، ومن هنا نشأ» الأزرق الداكن". "  يُقال إن اللون نفسه قد تمت استعارته من أزرق هارو، والذي درس في مدرستها تشارلز وردزورث وتشارلز ميريفال، مبتكرو سباق القوارب الجماعية. وبالمثل، يقال إن أزرق كامبردج مشتق من أزرق إيتون.